# Křídlůvky

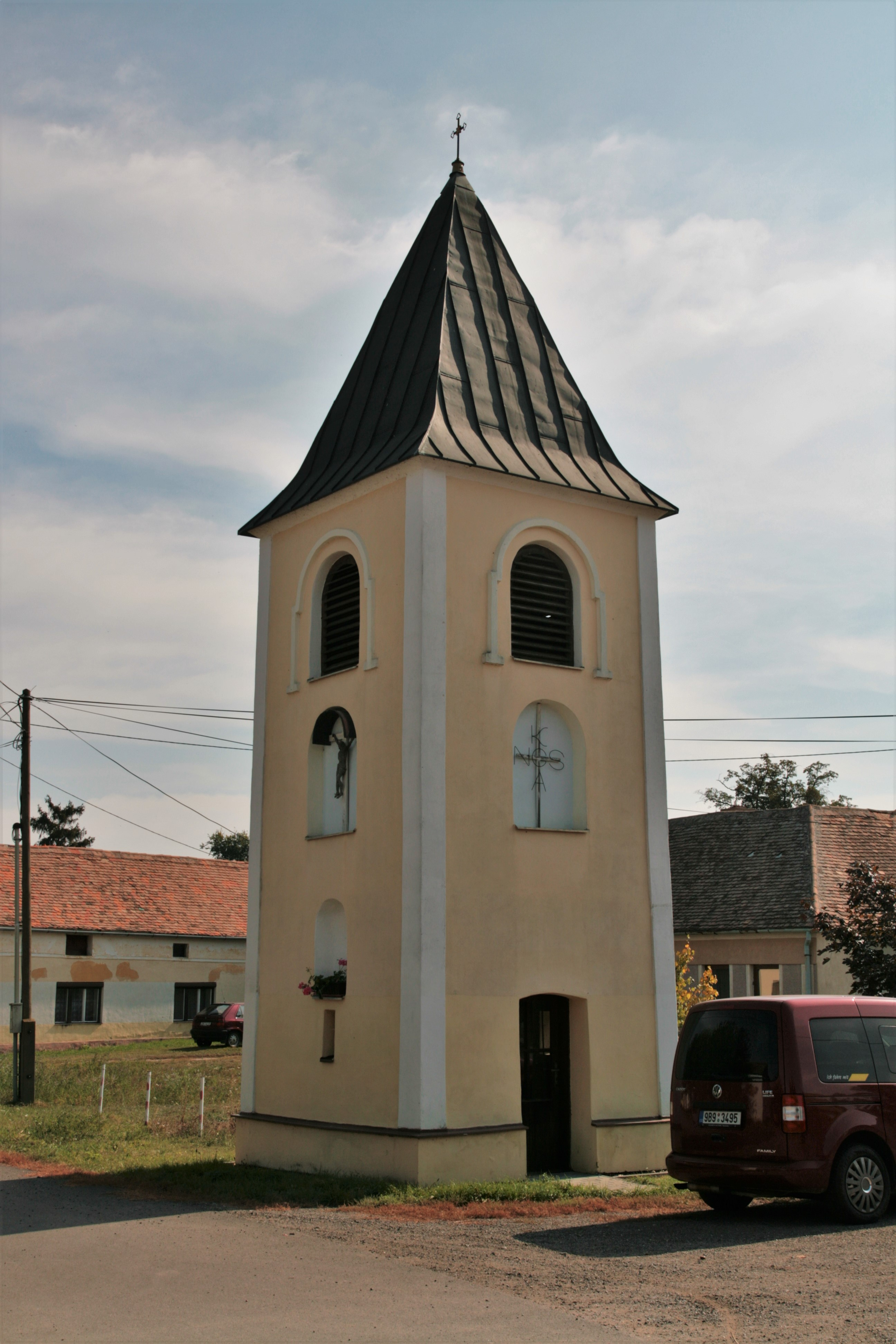
Glockenturm

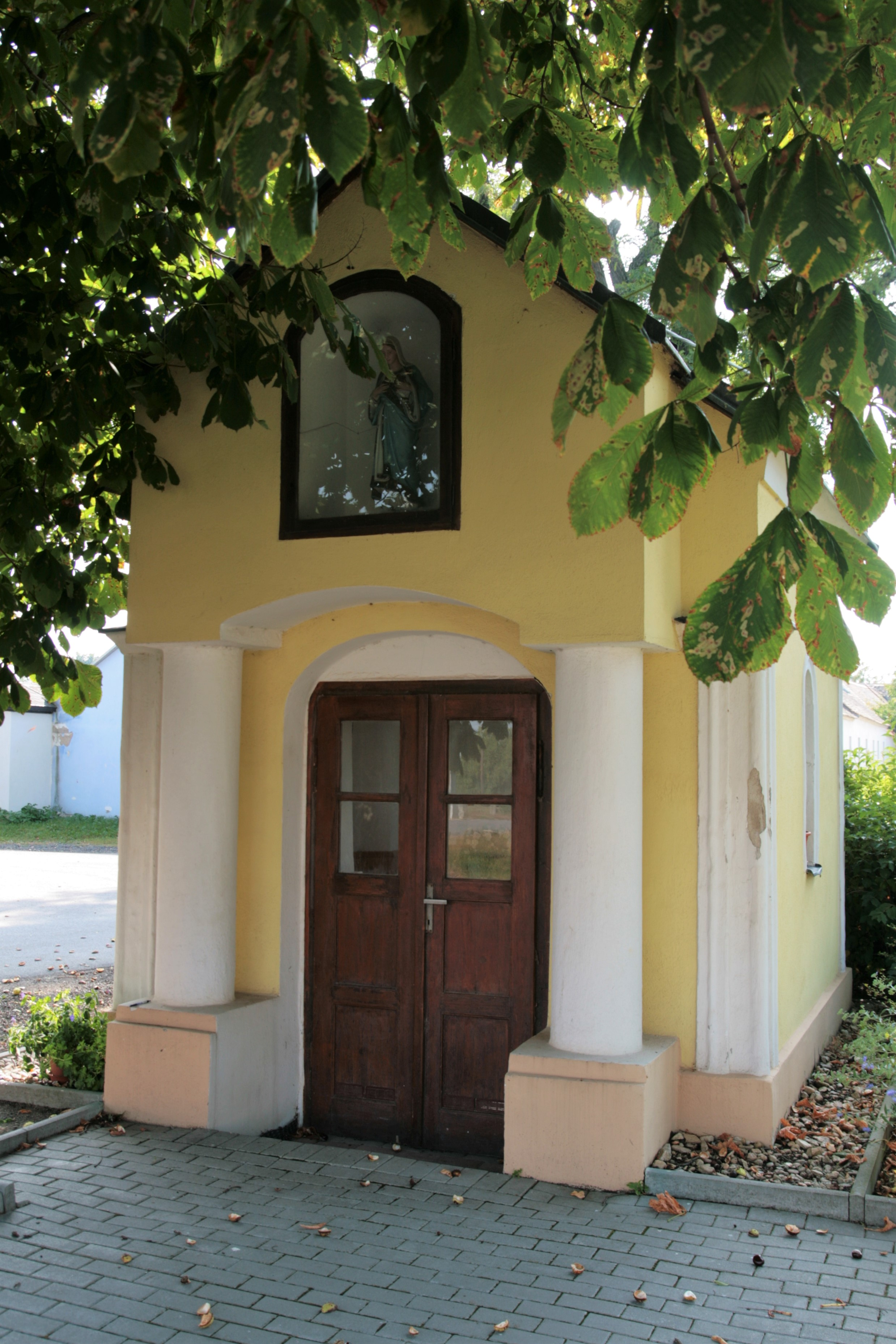
Kapelle der hll. Kyrill und Method

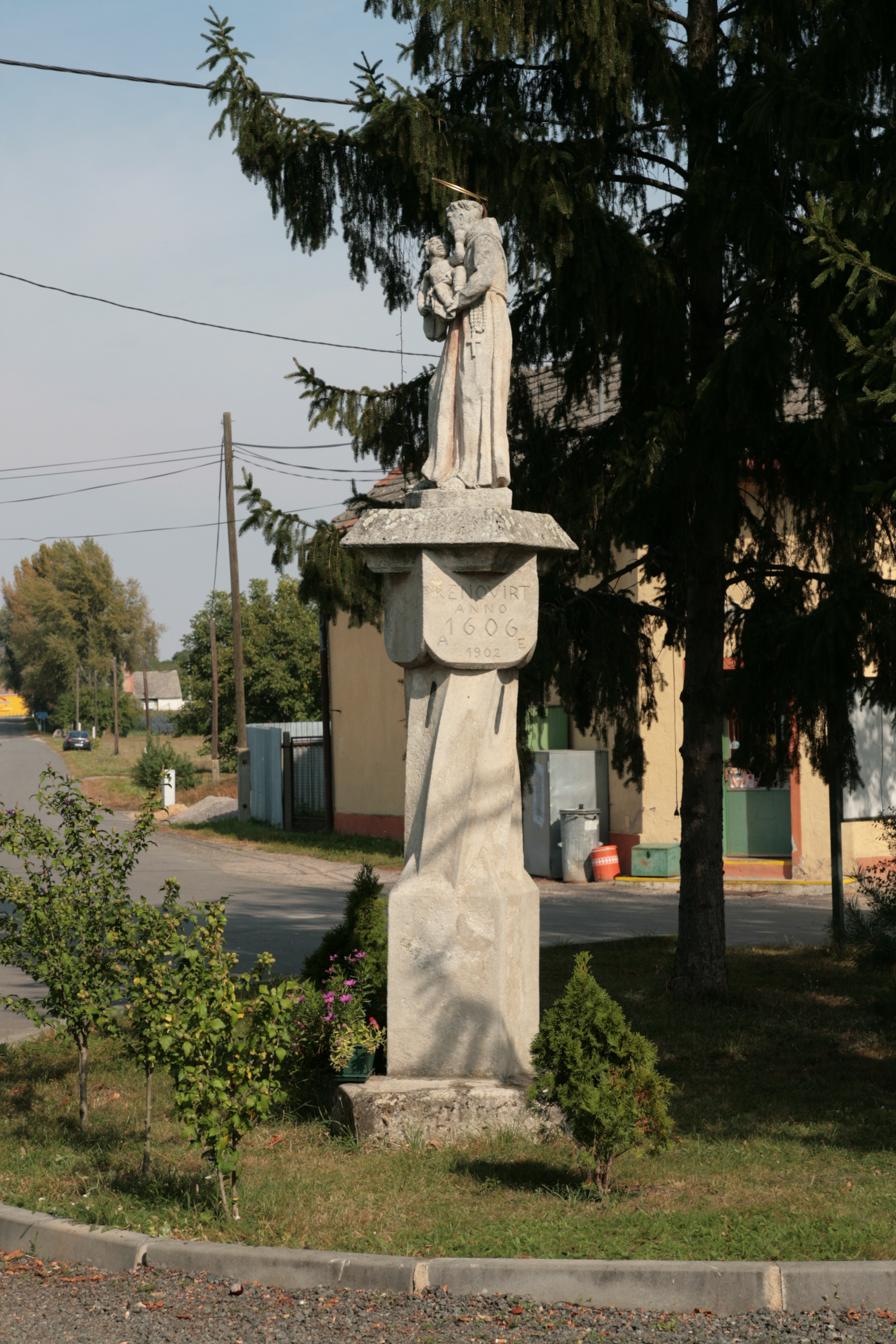
Statue des hl. Antonius

Křídlůvky (deutsch Klein Grillowitz) ist eine tschechische Gemeinde im Okres Znojmo in der Region Jihomoravský kraj (Südmähren). Der Ort liegt etwa 5 km von der Grenze zu Österreich entfernt.

## Geographie
Die Nachbarorte sind Valtrovice (Waltrowitz) im Westen, Hrádek (Erdberg) im Osten und Božice (Possitz) im Norden.

### Nachbargemeinden
| Valtrovice | Božice                                      |        |
| Slup       | Kompassrose, die auf Nachbargemeinden zeigt | Hrádek |
|            | Jaroslavice                                 |        |

## Geschichte
Die Anlage des Ortes und die bis 1945 gesprochene „ui“- Mundart (bairisch-österreichisch) mit ihren speziellen Bairischen Kennwörtern weisen auf eine Besiedlung durch bayrische deutsche Stämme hin, wie sie um 1050, aber vor allem im 12/13. Jahrhundert erfolgte. Die erste urkundliche Erwähnung der Ortschaft erfolgte im Jahre 1255. In dieser Urkunde wird der Ort als Besitz des Klosters Saar erwähnt. Im Laufe der Jahre änderte sich die Schreibweise des Dorfes mehrmals. So schrieb man 1255 „Gfrelowitz“, 1381 „Grilwicz“ und 1524 „Grylwitz“. Der Zusatz „Klein-“ tauchte erstmals 1542 auf und wurde erst wieder im Jahre 1720 verwendet.
Im Jahre 1503 kam durch Kauf ein Teil des Dorfes zum Dominikanerkonvent Znaim. Über diesen Kauf stellte König Wladislaus im Jahre 1510 eine Urkunde aus. Der andere Teil des Ortes wurde weiterhin vom Zisterzienserkloster Saar verwaltet. Ab 1540 kam dieser Teil an die Herrschaft Joslowitz (Jaroslavice). Einige Jahre später wurde kam auch dieser Ortsteil an den Dominikanerkonvent Znaim, wodurch dieser nun den gesamten Ort verwaltete. In diesen Jahren wurde der Ort eine selbstständige Gemeinde. Matriken wurden seit 1660 geführt.
Die Freiwillige Feuerwehr wurde im Jahre 1893 gegründet. Der Friedhof des Ortes war bis 1900 in Erdberg (Hrádek), danach stiftete der Kirchenwirt einen Acker auf dem Ortsgebiet. Die meisten Ortsbewohner waren Bauern und lebten vom Anbau von Weizen, Roggen, Obst, Gemüse, Wein, Kirschen und Pfirsichen.
Nach dem Ersten Weltkrieg zerfiel der Vielvölkerstaat Österreich-Ungarn. Der Friedensvertrag von Saint Germain 1919 erklärte den Ort, dessen Bevölkerung im Jahre 1910 ausschließlich von Deutschsüdmährern bewohnt war, zum Bestandteil der neuen Tschechoslowakischen Republik. Nach dem Münchner Abkommen 1938 gehörte der Ort bis 1945 zum Reichsgau Niederdonau.
Im Zweiten Weltkrieg hatte der Ort 46 Opfer zu beklagen. Nach dem Ende des Zweiten Weltkrieges wurde Klein Grillowitz, wieder der Tschechoslowakei zugeordnet. Bei Nachkriegsexzessen im Mai und Juni 1945 kam es zu sechs Ziviltoten. Die restlichen acht deutschen Bürger von Klein Grillowitz wurden am 29. März, 11. Oktober und 18. September 1946 in drei Vertreibungstransporten offiziell über Znaim nach Deutschland zwangsausgesiedelt. Laut dem Beneš-Dekret 108 wurden das Vermögen der deutschen Einwohner sowie das öffentliche und kirchliche deutsche Eigentum konfisziert und unter staatliche Verwaltung gestellt. Drei Ortsbewohner verblieben im Dorf. In Übereinstimmung mit den ursprünglichen Überführungs-Zielen des Potsdamer Protokolls verlangte die Rote Armee im Jänner 1946 den Abschub aller Sudetendeutschen aus Österreich nach Deutschland. Von den Vertriebenen konnten trotzdem 27 Familien in Österreich verbleiben, während die restlichen in Deutschland ansässig wurden. Sie sind heute in der Bundesrepublik auf rund 80 Orte verstreut. Ein Klein-Grillowitzer wanderte nach Australien aus. Der verwaiste Ort wurde wieder neu besiedelt.
Im Mai 1959 wurde der Sportverein Dynamo Křídlůvky gegründet. 1976 wurde die Schule wegen zu geringer Schülerzahlen geschlossen.

## Wappen und Siegel
Die Gemeinde führte nachweislich seit dem Jahre 1649 ein eigenes Siegel. Bis heute konnte jedoch keine Abbildung dieses Siegels gefunden werden, da ein Brand viele alte Urkunden vernichtet hatte. Einzig eine Abbildung aus dem Jahre 1935 ist vorhanden. Es handelt sich um einen zweisprachigen Gemeindestempel, welcher in einer Umschrift einen auf die Spitze gestellten Würfel mit einer Schmuckzeichnung zeigte.

## Bevölkerungsentwicklung
| Volkszählung | Einwohner gesamt | Volkszugehörigkeit der Einwohner | Volkszugehörigkeit der Einwohner | Volkszugehörigkeit der Einwohner |
| Jahr         | Einwohner gesamt | Deutsche                         | Tschechen                        | Andere                           |
| ------------ | ---------------- | -------------------------------- | -------------------------------- | -------------------------------- |
| 1880         | 481              | 481                              | 0                                | 0                                |
| 1890         | 522              | 522                              | 0                                | 0                                |
| 1900         | 563              | 557                              | 0                                | 6                                |
| 1910         | 569              | 568                              | 1                                | 0                                |
| 1921         | 584              | 577                              | 1                                | 6                                |
| 1930         | 626              | 608                              | 9                                | 9                                |
| 2011         | 262              |                                  |                                  |                                  |

## Sehenswürdigkeiten
- Dorfkapelle (1845)
- Dreifaltigkeit (1666), renoviert
- Statue des Hl. Florian
- Kriegerdenkmal (1921)[12]